# Bellaguarda
Bellaguarda è un comune spagnolo di 358 abitanti situato nella comunità autonoma della Catalogna, nella provincia di Lleida.